# Adam Pierończyk

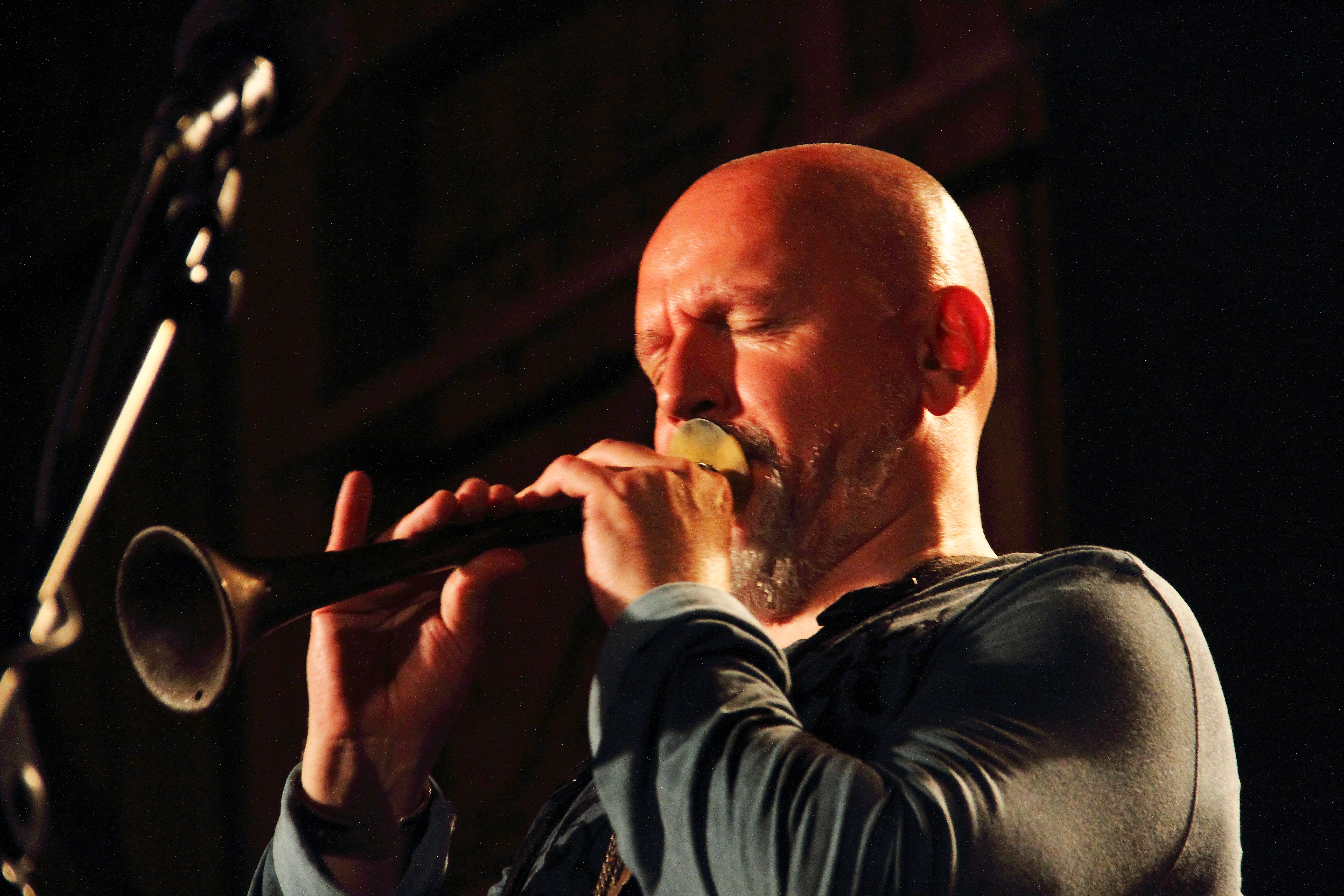

Adam Pierończyk (Elbląg, 24 januari 1970) is een Poolse jazzsaxofonist en componist. Hij geldt als een van de meest baanbrekende moderne Poolse jazzmusici en werd diverse malen onderscheiden, waaronder twee Fryderyks in 2011 voor beste jazzmuzikant en beste jazzalbum.
Pierończyk begon pas op zijn achttiende met saxofoonspelen, vier jaar later startte hij zijn studie aan de Folkwang Universität in Essen. Hij richtte het Adam Pieronczyk Trio op en publiceerde sinds 1996 talrijke muziekalbums. Hij werkte samen met onder meer Sam Rivers, Archie Shepp, Miroslav Vitous, Gary Thomas, Greg Osby, Bobby McFerrin, Jeff 'Tain' Watts, Trilok Gurtu, Mino Cinelu, Tomasz Stańko, Ted Curson, Avishai Cohen, Ernst Reijseger, Lage Lund, Orlando Le Fleming, Joe Martin, Jean-Paul Bourelly, Anthony Cox, Joey Calderazzo, en Leszek Możdżer. Adam Pieronczyk woont tegenwoordig in Krakau. Hij is artistiek directeur van het Sopot Jazz Festival.

## Discografie
- 1996 – Temathe “Water Conversations”
- 1996 – Anniversary Concert for Hestia
- 1997 – Few Minutes in the Space
- 1998 – Live In Sofia, met Leszek Możdżer
- 1999 – Plastiline Black Sheep
- 2000 – 19-9-1999, met Leszek Możdżer
- 2001 – Plastiline Black Sheep, with Ed Schuller, Jacek Kochan
- 2001 - Gray Days met Marcin Oleś, Bartłomiej Oleś
- 2001 – Digivooco, met Gary Thomas
- 2003 – Amusos met Mina Agossi
- 2005 – Busem po São Paulo met Robert Kubiszyn, Krzysztof Dziedzic
- 2007 – Live in Berlin
- 2008 – Life at A38 DVD
- 2010 - El Buscador met Anthony Cox, Adrian Mears, Krzysztof Dziedzic
- 2010 - Gajcy Szyc Pieronczyk met Borys Szyc, gedichten van Tadeusz Gajcy
- 2010 - Komeda - The Innocent Sorcerer met Gary Thomas, Anthony Cox, Nelson Veras, Łukasz Żyta
- 2013 - The Planet of Eternal Life - solo soprano album
- 2014 - A-Trane Nights mit Adrian Mears, Anthony Cox, Krzysztof Dziedzic
- 2015 - Migratory Poets feat. Anthony Joseph mit Anthony Joseph, Nelson Veras, Robert Kubiszyn, John B. Arnold
- 2015 - Wings - mit Miroslav Vitous - duo album
- 2016 - Monte Albán - mit Robert Kubiszyn, Hernan Hecht - trio album
- 2017 - Ad-lib Orbits - mit Miroslav Vitous - duo album
- 2019 - Live at NOSPR - mit Miroslav Vitous - duo album

- Gemeinsame Normdatei: 134983661
- International Standard Name Identifier: 0000 0001 0919 5682
- Library of Congress Control Number: n2016053711
- MusicBrainz: e1107c29-d2e9-4b22-ae70-03e999c2b1e1
- Nationale Bibliotheek van Polen: a0000002074581
- Virtual International Authority File: 79894330
- WorldCat: E39PBJyX48tpBBFYphTBkc8V4q